# إديل أونير
إديل أونير (مواليد 1 أغسطس 1971) هي ممثلة تركية ألمانية درست في جامعة برلين للفنون بدأت مسيرتها الفنية عام 1993 في مسلسل تاتأورت.

## روابط خارجية
- إديل أونير على موقع IMDb (الإنجليزية)
- إديل أونير على موقع ميتاكريتيك (الإنجليزية)
- إديل أونير على موقع روتن توميتوز (الإنجليزية)
- إديل أونير على موقع مونزينجر (الألمانية)
- إديل أونير على موقع ألو سيني (الفرنسية)
- إديل أونير على موقع تيرنر كلاسيك موفيز (الإنجليزية)
- إديل أونير على موقع أول موفي (الإنجليزية)
- إديل أونير على موقع قاعدة بيانات الأفلام السويدية (السويدية)
- إديل أونير على موقع أول ميوزيك (الإنجليزية)
- إديل أونير على موقع ديسكوغز (الإنجليزية)